# Kinesiografo
Il kinesiografo o chinesiografo è uno strumento che Jankelson fece progettare e realizzare utilizzato per studiare i movimenti della mandibola ed ottenere con la massima precisione di calcolo per il rilevamento della posizione della mandibola rispetto al cranio, nel rispetto della myocentrica (equilibrio dell’attività basale dei muscoli bilaterali della masticazione).

## Descrizione
Si tratta di un sistema elettronico, attualmente totalmente computerizzato, costituito da un telaio con sensori, reso solidale con il capo del paziente mediante una apposita montatura tipo occhiale.
Durante i movimenti mandibolari, i sensori leggono e misurano le variazioni di posizione di un magnete posizionato a livelli degli incisivi inferiori. Un apposito software elabora i segnali trasformandoli in tracciati grafici.
Attraverso la lettura dei grafici e la loro interpretazione è possibile analizzare e misurare tutta la dinamica mandibolare sia nei movimenti ampi e veloci, quali lo spalancare e il battere i denti sia in quelli lenti e fini quali la deglutizione, il tutto con la precisione di pochi micron.
Alla kinesiografia, può essere associata l’analisi elettromiografica di varie coppie di muscoli quali temporali anteriori, masseteri, sovraioidei, sternocleidomastoidei etc.
Questa strumentazione, ma soprattutto l’uso della TENS, permette di operare a livello stomatognatico sempre nel pieno rispetto della fisiologia del paziente e permette di affrontare, nel modo più scientifico oggi possibile, il terreno minato delle patologie occluso-posturali in consulenza e collaborazione con fisiatri, fisioterapisti, chiropratici, kinesiologi e osteopati.